# Patricia Riggen
Pour les articles homonymes, voir Riggen.
Patricia Riggen, née le 2 juin 1970 à Guadalajara, dans l'État de Jalisco, au Mexique, est une réalisatrice et  scénariste mexicaine.

## Biographie
Patricia Riggen vit à Los Angeles. Elle est mariée au directeur photo Checco Varese.

### Formation
- Université Columbia

## Filmographie partielle
- 2002 : La milpa (The Cornfield) (aussi scénariste)
- 2004 : Family Portrait (aussi scénariste)
- 2007 : La misma luna (Under the Same Moon)
- 2010 : Revolución (segment Lindo y querido)
- 2011 : Lemonade Mouth (téléfilm)
- 2012 : Girl in Progress (Girls Attitude : Modes d'emploi)
- 2015 : Les 33
- 2016 : Miracles du Ciel (Miracles from Heaven)
- 2017 : Jack Ryan (série télévisée, 3 épisodes)
- 2021 : Together Now
- 2025 : G20